# Allkpop
Allkpop ist ein Nachrichtenblog für K-Pop. Die Website gehört zu 6Theory Media und wird in Edgewater (New Jersey) gehostet. Allkpop ist weltweit die meistbesuchte K-Pop-Webseite und generiert mehr Web-Traffic als jedes südkoreanische Musikportal.
Allkpop führt oftmals Exklusiv-Interviews mit südkoreanischen Stars wie u. a. Brian Joo oder Girls’ Generation und trägt zur Verbreitung der Koreanischen Welle bei.
2010 erhielt Allkpop die Lizenz für den Live-Stream der Mnet Asian Music Awards. 2009 wurde Allkpop bei den Mashable Awards als beste Eil-Nachrichten-Seite ausgezeichnet und erhielt 2010 den Preis für Must-Follow Brand.